# Morphium
Morphium est un groupe espagnol de metal gothique, originaire de Gérone, en Catalogne. 

## Histoire
Morphium est formé en 2005, à Gérone, et enregistre son premier album La Era de la Decadencia en 2008,,. En 2011, Morphium signe chez Roadrunner Records Espagne et Música Global (Kaiowas Records / Mass Records), chargé de la sortie de leur premier album. La même année, Morphium est désigné par la presse musicale comme le groupe révélation de l'année 2011 et meilleur disque de 2011, et entame une tournée qui les emmène à l'autre bout du monde en jouant en Europe et en Amérique avec des groupes comme : Megadeth, Fear Factory, Overkill, Moonspell, Kataklysm, Destruction, Witchcraft, All Shall Perish, Tristania, et Dark Funeral.
Le groupe revient du continent américain et, entre janvier et avril 2012, se lance dans une tournée dans la péninsule Ibérique ; par la suite, la production de leur deuxième album, Crónicas de una muerte anunciada, commence et est enregistré à la fin du mois de juillet. Crónicas de una muerte anunciada publie en 2013, avec tous les actes promotionnels correspondants, puis entame une longue tournée sur le continent américain qui s'étend sur les mois de mai et juin où ils partagent l'affiche avec Anthrax, Motörhead, Suicidal Tendencies, In Flames, Six Feet Under, Exodus, Testament, Ill Niño, et Suffocation. En 2016, le groupe publie son album The Blackout, le premier de son répertoire intégralement chanté en anglais dans l'objectif de s'ouvrir aux marchés américains, mais aussi en Asie.
Ils signent au label Art Gates Records et publient l'album The Fall en mars 2021,,. En mai 2023, le groupe joue avec Vita Imana à Barcelone.

## Style musical
Le style musical de Morphium est catégorisé metal gothique et metalcore par les médias spécialisés. Il est en réalité difficile à catégoriser car les membres puisent dans diverses influences allant du heavy metal le plus brutal et le plus extrême au metal le plus mélancolique et mélodieux.

## Discographie
- 2011 : La Era de la decadencia
- 2013 : Crónicas de una Muerte Anunciada
- 2016 : The Blackout
- 2021 : The Fall